# Festival international du film de Locarno 2007
Le Festival de Locarno 2007 est la 60e édition du Festival international du film de Locarno.
Il se déroule du 1er août au 11 août 2007 et programme 160 longs métrages, dont 19 en compétition officielle. La sélection s'est ouverte par la projection du film d’animation japonais Vexille de Fumihiko Sori et s'est clôturée par celle du documentaire Winners and Losers de Lech Kowalski.

## Hommage
En 2007, l'hommage est rendu aux grandes actrices du cinéma italien avec la section “Signore & Signore”. 19 d'entre elles seront à l'honneur : Alida Valli, Anna Magnani, Gina Lollobrigida, Lucia Bosé, Tina Pica, Franca Valeri, Sophia Loren, Claudia Cardinale, Stefania Sandrelli, Giulietta Masina, Silvana Mangano, Monica Vitti, Mariangela Melato, Ornella Muti, Margherita Buy, Asia Argento, Monica Bellucci, Laura Morante, Giovanna Mezzogiorno.
Les rétrospectives de l'année sont consacrées (en leur présence) à Marco Bellocchio, Claude Chabrol, Raoul Ruiz et Alain Tanner, Hou Hsiao-hsien se verra remettre un Léopard d'honneur.
Michel Piccoli et Carmen Maura ont reçu chacun un prix d'excellence pour l'ensemble de leur carrière.
La productrice argentine Lita Stantic a reçu pour sa part le prix Raimondo Rezzonico, décerné chaque année, depuis 2002, à un producteur ou à une maison de production.

## Jury
La présidente du jury est Irène Jacob, les membres en sont Walter Carvalho, Saverio Costanzo, Romuald Karmakar, Jia Zhangke et Bruno Todeschini.

## Compétition
- Memories : ensemble de trois courts-métrages :
  - Respite d'Harun Farocki
  - The Rabbit Hunters de Pedro Costa
  - Correspondances d'Eugène Green
- La maison jaune d'Amor Hakkar  France /  Algérie
- O Capacete dourado de Jorge Cramez  Portugal
- Slipstream d'Anthony Hopkins  États-Unis
- Ladrones de Jaime Marques  Espagne
- Contre toute espérance de Bernard Emond  Canada
- Früher oder später d'Ulrike von Ribbeck  Allemagne
- Fuori dalle corde de Fulvio Bernasconi  Suisse /  Italie
- Freigesprochen de Peter Payer  Autriche /  Luxembourg
- Capitaine Achab de Philippe Ramos  France /  Suède
- Pressentiment d'amour (Ai no yokan/The rebirth) de Masahiro Kobayashi  Japon
- Joshua de George Ratliff  Royaume-Uni
- Extraordinary Rendition de Jim Threapleton  Royaume-Uni
- Boys of Tomorrow de Noh Dong-seok  Corée du Sud
- Sous les toits de Paris d'Hiner Saleem  France
- Las vidas posibles de Sandra Gugliotta  Argentine
- Lo mejor de mi de Roser Aguilar  Espagne
- Haïti chérie de Claudio del Punta  Italie
- Restul e tacere de Nae Caranfil  Roumanie

## Palmarès

### Compétition
- Léopard d'or : Pressentiment d'amour (Ai no yokan/The rebirth)  de Masahiro Kobayashi  Japon
- Prix spécial du jury : Memories : ensemble de trois courts-métrages :
  - Respite d'Harun Farocki
  - The Rabbit Hunters de Pedro Costa
  - Correspondances d'Eugène Green
- Prix de la mise en scène : Philippe Ramos pour Capitaine Achab de Philippe Ramos  France /  Suède
- Léopard de la meilleure interprétation masculine : ex æquo
  - Michel Piccoli (pour Sous les toits de Paris d'Hiner Saleem  France)
  - Michele Venitucci (pour Fuori dalle corde de Fulvio Bernasconi  Suisse /  Italie)
- Léopard de la meilleure interprétation féminine : Marian Álvarez (pour Lo mejor de mi de Roser Aguilar  Espagne)
- Mention spéciale : Cho Sang-yoon, directeur de la photographie de Boys of Tomorrow de Noh Dong-seok  Corée du Sud

### Section «Cinéastes du Présent»
- Léopard d'or : Tejút de Benedek Fliegauf  Hongrie
- Prix spécial du jury : Imatra de Corso Salani  Italie
- Mention spéciale : Tussenstand de Mijke de Jong  Pays-Bas

### Prix du jury des jeunes
- Premier prix : Slipstream d'Anthony Hopkins  États-Unis
- Deuxième prix : Freigesprochen de Peter Payer  Autriche /  Luxembourg
- Troisième prix : La maison jaune d'Amor Hakkar  France /  Algérie
- Prix « L’environnement, c’est la qualité de la vie » : Haïti chérie de Claudio del Punta  Italie
- Mentions spéciales :
  - Ai no yokan (The rebirth) de Masahiro Kobayashi  Japon
  - Sous les toits de Paris d'Hiner Saleem  France

### Autres prix
- Léopard de la première œuvre : Tagliare le parti in grigiode Vittorio Rifranti  Italie (film présenté dans la section «Cinéastes du Présent»)
- Prix Action Light pour le meilleur espoir suisse : Icebergs de Germinal Roaux  Suisse
- Prix du jury œcuménique : La Maison jaune d'Amor Hakkar  France /  Algérie
- Prix de la Fédération internationale des ciné-clubs : La Maison jaune d'Amor Hakkar  France /  Algérie
- Prix FIPRESCI : Capitaine Achab de Philippe Ramos  France /  Suède
- Prix Art & Essai CICAE : Ladrones de Jaime Marques  Espagne
- Mentions spéciales du jury du Prix Art & Essai CICAE :
  - Ai no yokan (The Rebirth) de Masahiro Kobayashi  Japon
  - Las vidas posibles de Sandra Gugliotta  Argentine
- Prix du public : Joyeuses Funérailles (Death at a Funeral) de Frank Oz  États-Unis
- Prix Netpac : ex æquo :
  - Little Moth de Tao Peng  Chine
  - An Seh (Those Three) de Naghi Nemati  Iran
- Prix Daniel Schmid : Ai no yokan (The rebirth) de Masahiro Kobayashi  Japon